# Ulrike Kriegler

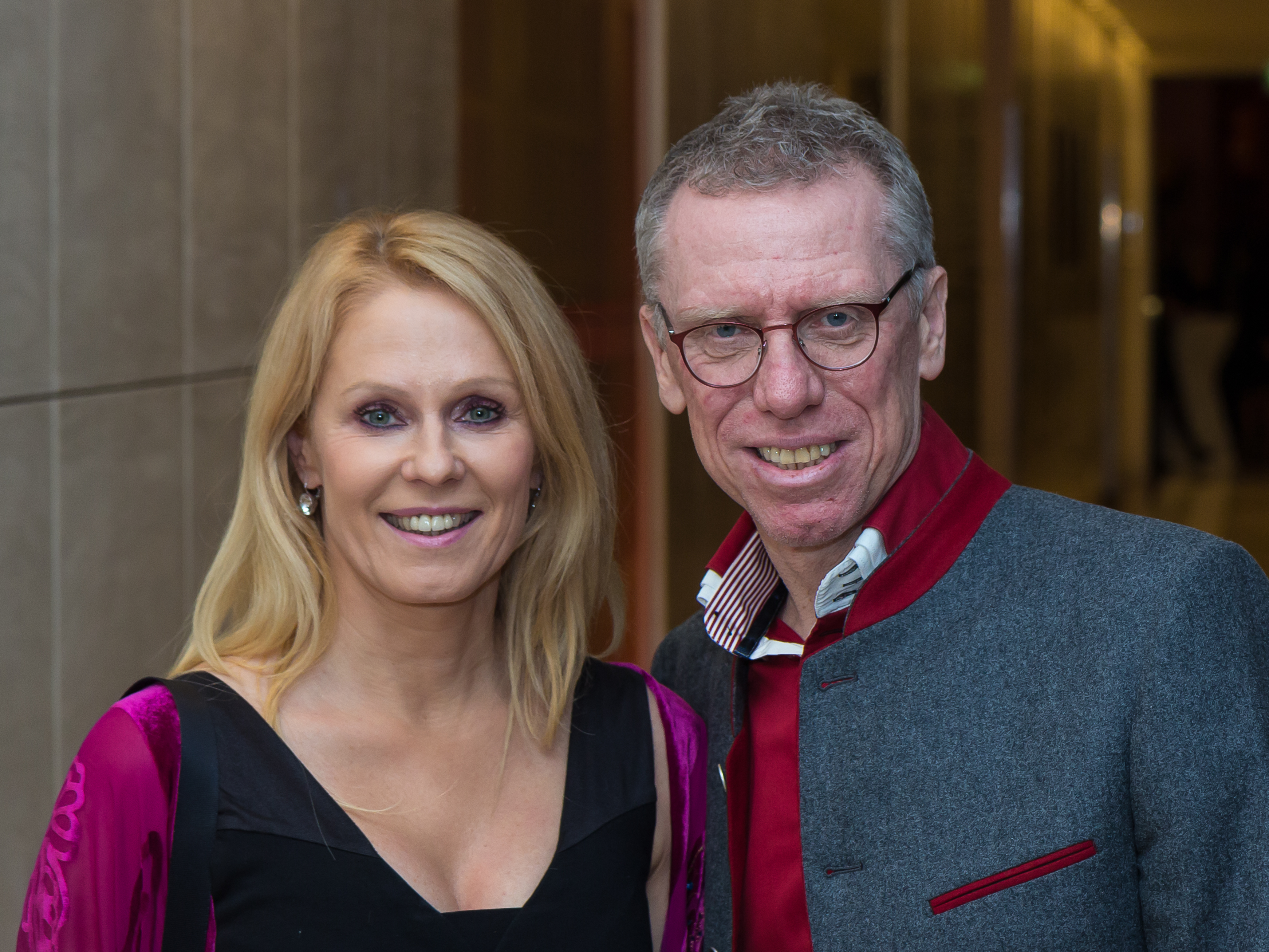
Ulrike Kriegler mit Peter Stöger (2017)

Ulrike Kriegler (* 1975 in Wien) ist eine österreichische Schauspielerin und Kabarettistin.

## Leben
Kriegler wuchs in Wien-Favoriten auf und besuchte die Filmschule Wien. 2003 schloss sie die Schule des Sprechens mit dem Berufssprecherdiplom ab. Sie tritt auch als Kabarettistin und Theaterschauspielerin auf. Ab 2012 ist sie gemeinsam mit Nora Summer mit ihrem Kabarettprogramm Himmel, Arsch und Titten zu sehen.
Sie ist seit 1998 mit Peter Stöger liiert und lebt mit ihm zusammen in Wien.

## Filmografie
- 2005: Tom Turbo – Geheimnis im Zirkuszelt
- 2009: Schnell ermittelt – Marvin Jäger
- 2010: Die unabsichtliche Entführung der Frau Elfriede Ott
- 2014: SOKO Donau – Ein ungelebtes Leben
- 2014: Alles was zählt
- 2017: Lindenstraße – Freund oder Feind?